# General Pareja, 7
El edificio, situado en la calle General Pareja, número 7 del Ensanche Modernista de la ciudad española de Melilla, es un edificio modernista, que forma parte del Conjunto Histórico Artístico de la Ciudad de Melilla, un Bien de Interés Cultural.

## Historia
Fue construido con planta baja y primera en 1909, entre 1915 y 1916 se amplía con una nueva planta, reformándose la fachada, casi con total seguridad según diseño del ingeniero militar Emilio Alzugaray.
Desde hace bastante tiempo se hallaba bastante deteriorado por su falta de mantenimiento, 

El 25 de enero de 2016 fue afectado por el terremoto del mar de Alborán de 2016, produciéndose la destrucción peto, que conllevó la demolición de la totalidad del peto,loos frontones y los cuartos de la azotea.

## Descripción
Está construido en ladrillo macizotocho para los muros y vigas de hierro y bovedillas de ladrillo tocho. Tiene planta baja, principal y primera.
Su fachada, de bajos muy reformados, en su origen rectangulares, cuenta con dos plantas, la principal con balconadas y la primera con balcones, de austeras rejerías y con ventanas enmarcadas de floridas molduras sobre sus dinteles.
El peto contaba con balaustradas y cuartillos con pináculos y frontones curvos para simular el tejado a dos aguas, estos perdidos tras el terremoto del 25 de enero de 2016.